# Spectrum (draagraket)
Spectrum is een tweetraps orbitale draagraket ontwikkeld door het Duitse Isar Aerospace. Het bedrijf is van plan om met de Spectrum-raket de eerste commerciële lancering in een baan om de aarde te realiseren door een particulier Europees bedrijf.
Isar Aerospace is van plan om 80% van de raket zelf te produceren, voornamelijk met behulp van technologie van de technologiebedrijven in de omgeving van München. Bijzonder aan deze raket is dat deze als eerste raket propaan als brandstof gebruikt.
Een eerste poging tot lancering werd op 24 maart 2025 afgeblazen wegens ongunstig lanceerweer. Ook de volgende dagen was het weer ongunstig. Op 30 maart was het weer wel goed. De raket steeg op maar men verloor na 18 seconden tijdens de pitchovermanoeuvre de controle over de raket, waarop na ongeveer 30 seconden de motoren werden uitgezet en de raket met een krachtige explosie in zee nabij het lanceerplatform neerstortte.

## Ontwerp
De Spectrum is een tweetrapsraket met een lengte van 28 meter en een diameter van twee meter. De eerste trap wordt voortgestuwd met negen motoren en de tweede trap door één motor. De raket gebruikt vloeibaar propaan als brandstof en vloeibare zuurstof als oxidator. Deze combinatie van stuwstoffen wordt 'propalox' genoemd.
De vrachtcapaciteit is 1000 kilogram naar een lage baan om de aarde en 700 kilogram naar een zonsynchrone baan.